# Danh sách trường đại học, cao đẳng và trung cấp tại Bình Phước
Dưới đây là danh sách các trường cao đẳng, trung cấp ở Bình Phước  (xếp theo thứ tự ABC).

## Các trường cao đẳng
| STT | Tên chính thức             | Chuyên ngành | Ngày thành lập | Địa bàn             | Loại hình | Trực thuộc                           | Trang web                    |
| --- | -------------------------- | ------------ | -------------- | ------------------- | --------- | ------------------------------------ | ---------------------------- |
| 1   | Trường Cao đẳng Bình Phước | Đa ngành     | 2019           | Thành Phố Đồng Xoài | Công lập  | Ủy ban nhân dân Tỉnh Bình Phước      | https://cdbp.edu.vn/         |
| 2   | Trường Cao đẳng Miền Đông  | Cao su       | 1978           | Thành Phố Đồng Xoài | Công lập  | Tập đoàn Công nghiệp Cao su Việt Nam | http://cdmd.edu.vn/trang-chu |

## Các trường trung cấp
| STT | Tên chính thức                               | Chuyên ngành      | Ngày thành lập | Địa bàn             | Loại hình | Trực thuộc                      | Trang web                                                                           |
| --- | -------------------------------------------- | ----------------- | -------------- | ------------------- | --------- | ------------------------------- | ----------------------------------------------------------------------------------- |
| 1   | Trường Trung cấp Kinh tế Kỹ thuật Bình Phước | Kinh tế, Kỹ thuật | 2004           | Thành Phố Đồng Xoài | Công lập  | Ủy ban nhân dân Tỉnh Bình Phước | http://ktktbp.edu.vn/ Lưu trữ ngày 3 tháng 5 năm 2015 tại Wayback Machine           |
| 2   | Trường Trung cấp Y tế Bình Phước             | Y tế              | 1998           | Thành Phố Đồng Xoài | Công lập  | Sở y tế Tỉnh Bình Phước         | http://truongytebinhphuoc.net/ Lưu trữ ngày 12 tháng 7 năm 2015 tại Wayback Machine |

## Nâng cấp
Đang có đề án tiến hành nâng cấp một số trường:
- Nâng cấp Trường Cao đẳng Sư phạm Bình Phước thành Trường Đại học Bình Phước[1]
- Nâng cấp Trường Trung cấp Y tế Bình Phước thành Trường cao đẳng y tế Bình Phước[2]